# Freudenberg (Elberfeld)
Freudenberg ist eine Ortslage in der bergischen Großstadt Wuppertal.

## Lage und Beschreibung
Der Ort Freudenberg liegt am Südostrand des Wohnquartiers Grifflenberg im Stadtbezirk Elberfeld auf einer Höhe von 326 m ü. NHN.
Benachbarte Ortslagen sind Böhler Hof, Sandhof, Kapellen, Vorm Eichholz und Dorn. 

## Geschichte
Auf der Topographischen Aufnahme der Rheinlande von 1824 ist der Ort als Am Freudenberg verzeichnet, auf der Preußischen Uraufnahme von 1843 trägt der Ort den Namen Freudenberg
1815/16 besaß der Ort 14 Einwohner. 1832 gehörte der Ort zur Fuhrter Rotte des ländlichen Außenbezirks des Kirchspiels und der Stadt Elberfeld. Der laut der Statistik und Topographie des Regierungsbezirks Düsseldorf als Einzelne Häuser kategorisierte Ort besaß zu dieser Zeit zwei Wohnhäuser und ein landwirtschaftliches Gebäude. Zu dieser Zeit lebten 15 Einwohner im Ort, alle evangelischen Glaubens.
Freudenberg lag am Kreuzungspunkt zweier regional wichtiger Straßen. Die eine davon war der Altweg von Elberfeld über Sandhof, Freudenberg, Dorn und Monschau nach Ronsdorf, die heutige Straßen Am Freudenberg und Dorner Weg. Sie wurde in den 1740er Jahren als Teil der Straßenverbindung Werden – Elberfeld – Ronsdorf – Lüttringhausen – Lennep ausgebaut.
Die andere war der Kohlenweg von Heckinghausen nach Cronenberg. Auf der Gemarkungskarte Elberfelds des Johann von der Waye von 1602 ist bei Freudenberg an dem als Kohlestras bezeichneten Höhenweg ein Schlagbaum eingezeichnet. Dieser erlaubte den Durchlass durch die Elberfelder Linie der Bergischen Landwehr. Dieser Teil des Kohlenwegs wurde in den 1980er Jahren zur autobahnähnlichen Landesstraße 418 ausgebaut. Eine Straßenbahnlinie führte von den 1920er bis in die 1960er Jahre an Freudenberg vorbei, östlich davon unterquerte eine weitere Straßenbahnlinie in dem Gelpetaltunnel den Ort und den Höhenweg.
Anfang des 20. Jahrhunderts bestand in Freudenberg ein großes Ausflugslokal. Mit dem Bau der Saarburg-Kaserne in den 1930er Jahren (später in Generaloberst-Hoepner-Kaserne umbenannt) begann die großflächige Bebauung der Ortslage. In der ehemaligen Kaserne ist heute der Campus Freudenberg der Bergischen Universität Wuppertal untergebracht.